# Daniel Simmes
Daniel Simmes (Dortmund, 12 augustus 1966) is een Duitse voormalig voetballer. Na zijn actieve carrière werd hij trainer, anno 2021 is hij aan de slag bij KSC Keerbergen. Sinds 2023 is hij coach bij ksc Grimbergen.

## Carrière als speler
Simmes begon met voetbal bij DJK Karlsglück Dorstfeld, waar hij in 1979 als 13-jarige werd weggehaald door Borussia Dortmund. Hij werd in het seizoen 1986-1987 driemaal opgeroepen voor het Duitse U-21 elftal.
Op 5 oktober 1984 scoorde hij op 18-jarige leeftijd in de wedstrijd tegen Bayer Leverkusen na een solo van 70 meter het "doelpunt van het jaar" in Duitsland (Tor des Jahres). Hij is daarmee de jongste speler ooit die deze trofee won.
In oktober 1990 deed Simmes als speler van Karlsruher SC een ongelukkige uitspraak: "Ik heb het gehad met de fans. Ze lachen me bij elk balcontact uit. Dit heeft geen zin meer." Hij werd persona non grata en verhuisde van de Bundesliga naar Lierse SK in de Belgische eerste klasse. Na vier succesvolle seizoenen bij Lierse ging hij op lager niveau spelen.
In 2003 werd duidelijk dat hij een aangeboren hartafwijking had; waardoor hij last had van hartritmestoornissen. Simmes beschreef zijn situatie als volgt:
"Vóór elke wedstrijd had ik altijd het gevoel dat ik al negentig minuten in mijn benen had."

## Carrière als trainer
- ... - 2009: RSC Anderlecht - U14
- 2009 - 2010: Lierse SK - U15
- 2010 - 2011: Lierse SK - Beloften
- 2011 - 2012: KV Turnhout - Hoofdtrainer
- 2012 - 2013: Lierse SK - Hoofdtrainer
- 2013 - 2015: Lierse SK - Assistent-trainer
- 2021 - 2023: KSC Keerbergen - Hoofdtrainer
- 2023 - heden:  ksc Grimbergen - Hoofdtrainer

## Erelijst
- Europees Kampioen U17 in 1984 met West-Duitsland.